# Warren Wood
Warren Kenneth Wood (Chicago, 27 de Abril de 1887 – Pelham Manor, 27 de Outubro de 1926) foi um golfista americano que competiu nos Jogos Olímpicos de Verão de 1904.
Em 1904, Wood fez parte da equipe norte-americana que ganhou a medalha de ouro. Ele terminou em 10º na competição. Na competição individual, ele terminou em 11º na qualificação e foi eliminado na primeira rodada do match play.
Wood ganhou o North and South Amateur de 1906. Ele também ganhou o Western Amateur de 1913 e foi vice-campeão mais duas vezes (1906, 1912). Ele também foi vice-campeão em 1910 do U.S. Amateur.

## Ligações Externas
- Perfil